# 夢界物語
《夢界物語》是由香港手機遊戲公司Madhead旗下「Studio Z」團隊創作的第一款手機遊戲。授權於天剛資訊海外版本命名為《メモリアルレコード》（Memorial Record）。

## 遊戲故事
在遊戲世界觀設定中，世界分為「現界」跟「夢界」，當現界的生物作夢時，意識記憶便進入夢界。夢界保存了創世以來的夢境與回憶，孕育出不同於物質世界的獨特文化。為了保存重要的一切，夢界創造了許多具有自我意識的牧原。玩家將化身成為牧原之主──牧夢者，一方面跟其他牧夢者互相競技，更要趕退四處滋擾生事的盜夢團。

## 歷史
《夢界物語》的研發始於2015年。Madhead由來自香港與台灣的團隊共同開發。於2017年2月15日問世。
美術設計採日系風格。遊戲的主要玩法是一隊稱為「夢偶」的遊戲角色進入「夢界」攻擊敵人，戰鬥系統是一種半即時制的彈珠式遊戲，玩家需利用左方動作讀取條決定隊伍角色與敵人的攻擊順序，攻擊時玩家透過向後滑動螢幕來發射「夢玉」（形象似泡泡），對敵人的攻擊力取決於發射的「夢玉」在移動路線上捕獲到多少螢幕中的其他「夢玉」，並有能觸發特殊效果的「功能玉」。玩法被認為類似《怪物彈珠》與《泡泡龍》兩種遊戲的結合。
初期遊戲角色約150個。角色分成「導靈」及「夢偶」兩類。「夢偶」即戰鬥角色，「導靈」用於培育「夢偶」，玩家需透過控制兩者互動中對話與選項，去影響「夢偶」的育成方向，每個「夢偶」均具特有的戰鬥技能。
遊戲中的公會系統，容許玩家同時加入三個公會。
2018年3月2日，Madhead在夢界物語Facebook粉絲專頁發表貼文，宣布夢界物語將於2018年3月2日起停止內容更新與儲值服務，玩家可將在遊戲中儲值而未使用的「牧夢石」轉為同公司另一遊戲《神魔之塔》當中的「魔法石」。而伺服器則會營運至2018年6月3日後關閉，同時會於AppStore及Google Play商店下架，結束營運。

## 歷代版本更新
| 版本 | 改版名稱              | 更新日期      |
| ---- | --------------------- | ------------- |
| 1.0  | 首個正式營運版本      | 2017年2月15日 |
| 1.1  | 假面夢域              | 2017年3月15日 |
| 1.2  | 學園夢域              | 2017年4月11日 |
| 2.0  | 夢界X神魔（神魔之塔） | 2017年5月15日 |
| 2.1  | 童話夢域              | 2017年6月15日 |
| 2.2  | 冒險夢域              | 2017年8月7日  |
| 2.3  | 時間夢域              | 2017年9月25日 |
| 2.4  | 征戰夢域              | 2017年12月4日 |

## 評價
| 媒体    | 得分   |
| ------- | ------ |
| 17173网 | 8.0/10 |

17173网評論者稱《夢界物語》有着可愛童話的畫風，仿佛能使玩家沉浸在夢境世界。同時讚揚人物造型繪製得華麗無比，在使用了Live2D下，更加生动有趣。ETtoday新聞雲記者樓菀玲同樣讚賞遊戲美術，指出本作採用了日系的美術風格，有别於Madhead其他作品，認為這是耳目一新。
ETtoday新聞雲的樓表示遊戲初期探索關卡難度不友善，新手玩家因不會在初期花心思編組隊伍，故易受挫。她也点出遊戲中的育成系統運作较为複雜，也需要用心理解。17173网評論者则称培育成体梦偶，最快耗时15分钟，对于一般消耗时间的玩家是冗长煎熬。

## 外部連結
- 《夢界物語》官方網站[]
- 夢界物語的Facebook專頁
- YouTube上的夢界物語頻道[]